# Il Moschettiere
Il Moschettiere fu una rivista per ragazzi pubblicata in Italia negli anni quaranta.

## Storia editoriale
Negli anni quaranta venne edita dalla Edizioni Astrea (Roma) – per due anni – la testata Il Moschettiere, una rivista per ragazzi di fumetti di produzione italiana e francese. Il giornale fu la prima pubblicazione dopo la Seconda Guerra Mondiale che veniva pubblicato per gli adolescenti italiani. Fu un giornale essenzialmente a capitale privato. L'UDI (Unione Donne Italiane) contribuì in maniera marginale. Il periodico si rivolgeva essenzialmente all’area degli adolescenti di sinistra. Il direttore responsabile fu Angelo Taliaco.
Fu scelto il titolo Il Moschettiere poiché tra i vari collaboratori figurava il nome di Riccardo Morbelli, ideatore e scrittore del libro umoristico I Quattro Moschettieri, legato a un concorso delle figurine Perugina che ebbe un notevole successo negli anni Trenta.
Furono pubblicati fumetti con i testi di Sandro Cassone e di Luciana Peverelli. I disegni erano di Enzo Cassoni, Alfredo Cipolloni, Gaspare De Fiore, Guido Grilli, Renato Lazzarini, Fernando Bonomini e Michele Majorana.
In particolare, la testata del giornalino raffigura uno dei tre moschettieri, Porthos, disegnata dal caricaturista Michele Majorana, allora figura di rilievo nel panorama artistico romano.
Le ultime tre uscite ebbero numerazione doppia, perché la periodicità divenne quindicinale. Terminò le sue pubblicazioni con il numero 24 del 15 giugno 1947, dopodiché  – dal numero 25 – la testata prese il nome de Il Pioniere dei Ragazzi.
Il Comitato Ricerca Associazione Pionieri (CRAP) ha contribuito alla ricerca e alla valorizzazione di tutti i documenti qui descritti.

## Disegnatori
Alla rivista Il Moschettiere, collaborarono i seguenti disegnatori:
- Michele Majorana: ha disegnato la testata del moschettiere Porthos, in copertina.
- Angelo Bioletto: ha disegnato il moschettiere Athos, per la rubrica dei lettori. Era solito firmare con la sua iniziale 'B' visibile nelle varie riviste.[8]
- Guido Grilli: autore dei disegni delle rubriche Libera Uscita, Servizio filatelico, Servizio radio, Questa cara libertà e dei disegni apparsi in Il Moschettiere (n.13, 1947), Il torrente di fuoco.
- Alberto Guerri: autore del disegno per la rubrica Una Lezione del primo numero del 1946, oltre che dei disegni del fumetto Il caso Alighieri (n. 13, 1946), scritto da Riccardo Morbelli.
- Mario Pompei: autore dei disegni in rubriche (n. 13, 1946, p. 9), La casa degli spiriti (n. 15, 1946), scritto da Edgardo Fugagnoli e Notte di terrore (n. 10, 1946).[9]
- Enrico De Seta: autore del disegno di La casa degli spiriti, sul n. 15 (1946) e della rubrica il mondo è qui, pagg. 65/67, n. 1 (1946).[10]
- Riccardo Morbelli: autore dei disegni di Il caso Alighieri (n. 13 del 1946), Il caso Pitagora (n. 11 del 1946) e Il compito di natale (n. 16 del 1946).[8]

Altri disegnatori, della rivista francese Valliant, pubblicati su Il Moschettiere:
- José Cabrero Arnal[11]: papà di Pif, autore di molte strisce come quella del cagnolino (n. 17, 1947), del gattino inseguito dal cagnaccio (n. 18, 1947), del gattino e il topo nel (n. 20, 1947) e delle avventure del simpatico baffone (n. 24, 1947).
- Eugène Gire: autore de Les aventures de Rhudi junior et de Nitrate tradotto in Le avventure di Nitro figlio e Bistek (n. 13, 1947).
- Raymond Poivet[12]: autore de I pionieri della speranza, le cui pubblicazioni ne Il Moschettiere hanno inizio col n. 21, 1947, per poi proseguire su Pioniere.